# Concatedral y basílica de la Santísima Trinidad (Chełmża)
La Concatedral y Basílica de la Santísima Trinidad o simplemente Catedral de Chełmża (en polaco: Bazylika Konkatedralna Trójcy Świętej) es el nombre que recibe un edificio religioso que pertenece a la Iglesia Católica y se encuentra en la localidad de Chełmża en el país europeo de Polonia. Desde 1982 recibió el estatus de Basílica Menor y desde 1994 es la co-catedral o catedral alterna de la diócesis de Toruń (Dioecesis Thoruniensis o Diecezja Toruńska).
Situado en una pendiente, a orillas del lago, fue construida en etapas desde 1251 hasta el segundo trimestre del siglo XIV. Durante la construcción de la catedral su estructura fue destruida dos veces en las invasiones de Prusia (1267 y 1286) y en 1422 como resultado de las incursiones  Lituano-tártaras, hubo un incendio en la iglesia.
En 1950, un incendio destruyó los techos, parte de las bóvedas de la nave,  la cúpula y la viga del arco central. La reconstrucción en los años 1968-1971 permitió a la Iglesia volver a su aspecto original.

## Véase también

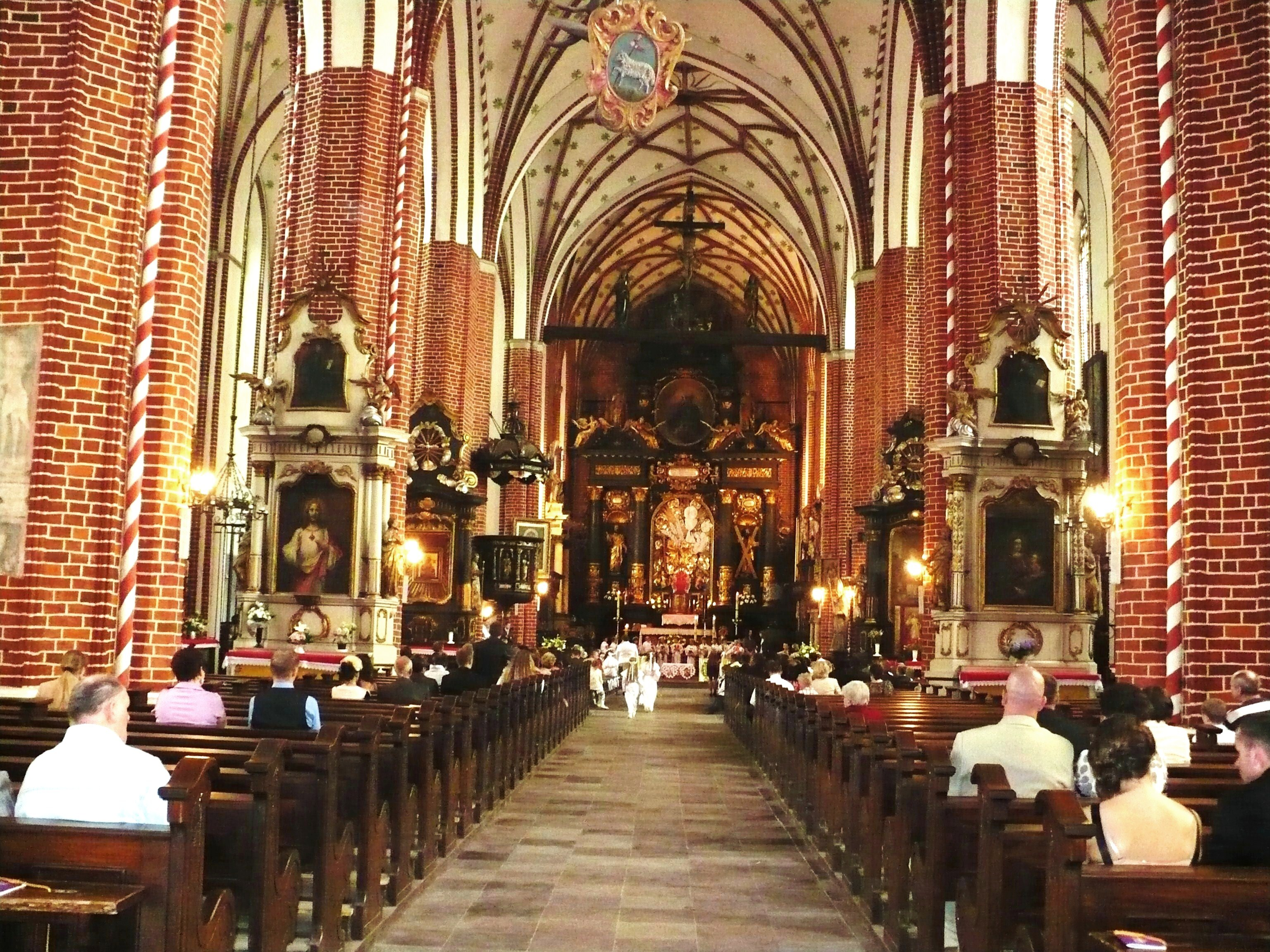
Vista interna